# Свенставик
Свенставик (на шведски: Svenstavik) е малък град в лен Йемтланд, в западната част на централна Швеция. Главен административен център на община Бери. Разположен е на южния бряг на езерото Сторшьон. Намира се на около 420 km на северозапад от столицата Стокхолм и на около 50 km на югозапад от главния град на лена Сундсвал. Има жп гара. Населението на града е 1004 жители според данни от преброяването през 2010 г.